# Comuna Katrineholm
Katrineholm (Katrineholms kommun) este o comună din comitatul Södermanlands län, Suedia, cu o populație de 32.930 locuitori (2013).

## Geografie

### Zone urbane
Lista celor mai mari zone urbane din comună (anul 2015) conform Biroului Central de Statistică al Suediei:
| Nr | Zona urbană | Pop.   |
| -- | ----------- | ------ |
| 1  | Katrineholm | 23.283 |
| 2  | Valla       | 1.485  |
| 3  | Sköldinge   | 685    |
| 4  | Forssjö     | 525    |
| 5  | Bie         | 510    |
| 6  | Björkvik    | 427    |
| 7  | Strångsjö   | 351    |
| 8  | Äsköping    | 326    |

## Demografie
| \| Evoluția demografică în comuna Katrineholm, 1970–2015 \| Evoluția demografică în comuna Katrineholm, 1970–2015 \| Evoluția demografică în comuna Katrineholm, 1970–2015 \| Evoluția demografică în comuna Katrineholm, 1970–2015 \| Evoluția demografică în comuna Katrineholm, 1970–2015 \| \| ----------------------------------------------------------------------------------------------------- \| ----------------------------------------------------- \| ----------------------------------------------------- \| ----------------------------------------------------- \| ----------------------------------------------------- \| \| An \| \| \| Locuitori \| \| \| 1970 \| 1970 \| \| 32770 \| 32770 \| \| 1975 \| 1975 \| \| 32635 \| 32635 \| \| 1980 \| 1980 \| \| 32277 \| 32277 \| \| 1985 \| 1985 \| \| 31889 \| 31889 \| \| 1990 \| 1990 \| \| 32764 \| 32764 \| \| 1995 \| 1995 \| \| 33262 \| 33262 \| \| 2000 \| 2000 \| \| 32370 \| 32370 \| \| 2005 \| 2005 \| \| 32185 \| 32185 \| \| 2010 \| 2010 \| \| 32428 \| 32428 \| \| 2015 \| 2015 \| \| 33462 \| 33462 \| \| Sursa: SCB - Statistika Centralbyrån, Folkmängd efter region, civilstånd, ålder och kön. År 1968–2016 \| \| \| \| \| |      |  |           |       |
| Evoluția demografică în comuna Katrineholm, 1970–2015 |      |  |           |       |
| An |      |  | Locuitori |       |
| 1970 | 1970 |  | 32770     | 32770 |
| 1975 | 1975 |  | 32635     | 32635 |
| 1980 | 1980 |  | 32277     | 32277 |
| 1985 | 1985 |  | 31889     | 31889 |
| 1990 | 1990 |  | 32764     | 32764 |
| 1995 | 1995 |  | 33262     | 33262 |
| 2000 | 2000 |  | 32370     | 32370 |
| 2005 | 2005 |  | 32185     | 32185 |
| 2010 | 2010 |  | 32428     | 32428 |
| 2015 | 2015 |  | 33462     | 33462 |
| Sursa: SCB - Statistika Centralbyrån, Folkmängd efter region, civilstånd, ålder och kön. År 1968–2016 |      |  |           |       |